# Ємельяненко Петро Іванович
Петро Іванович Ємельяненко (? — 23 січня 1958, Львів) — український радянський діяч, голова Вінницької обласної Контрольної Комісії КП(б)У. Член Центральної Контрольної Комісії КП(б)У в листопаді 1927 — січні 1934 р.

## Біографія
З дитячих років працював чорноробом на заводі сільськогосподарських машин у місті Харкові. Потім працював слюсарем на заводі сільськогосподарських машин у Харкові, на заводах Хабаровська, Благовєщенська і Харбіна.
З 1914 року — рядовий 2-го Владивостоцького піхотного полку. Учасник Першої світової війни.
Член РКП(б) з 1918 року.
У 1918—1922 роках — у Червоній армії: політичний працівник 7-ї кавалерійської дивізії 13-ї армії РСЧА. Учасник Громадянської війни в Росії.
З середини 1920-х років — на відповідальній партійній роботі: секретар районного комітету КП(б)У; голова Макіївської міської контрольної комісії КП(б)У на Донбасі, голова Вінницької обласної контрольної комісії КП(б)У.
У 1935 році — начальник політичного відділу Пришибської машинно-тракторної станції на Запоріжжі.
У 1946—1953 роках — на відповідальній господарській роботі у місті Львові.
З 1953 року — персональний пенсіонер у місті Львові, де й помер.